# 小行星11675
小行星11675（11675 Billboyle）是一颗绕太阳运转的小行星，为主小行星带小行星。该小行星于1998年2月15日发现。

## 轨道参数
小行星11675的轨道半长轴为2.3048903 UA，离心率为0.161。